# Ricardo Falla-Sánchez
Ricardo Falla-Sánchez (1932) é um sacerdote jesuíta e antropólogo guatemalteco. Ele estudou nos Estados Unidos e tem dedicado sua vida a documentar a vida e cultura dos índios maias da Guatemala e outros povos indígenas na América Central. Seus escritos documentam os massacres de comunidades indígenas, sua luta por justiça e direitos humanos e sua revitalização, com a assistência da organização Ação Católica.
Formou-se em Humanidades Clássicas e Filosofia na Universidade Católica de Quito (Equador) e, em seguida, estudou teologia em Innsbruck, na Áustria. É também doutorado em Antropologia pela Universidade do Texas, nos Estados Unidos. Lecionou nas universidades jesuítas da Guatemala, Nicarágua e El Salvador.
Durante o conflito armado guatemalteco, em meados de 1981, proporcionou o acompanhamento pastoral nas Comunidades de Población en Resistencia (CPR) de Ixcán, na selva ao norte de Quiché. O resultado dessa experiência é o livro intitulado "Historia de un gran amor: recuperación autobiográfica de la experiencia con las Comunidades de Población en Resistencia", onde narra suas experiências na selva ixcaneca ao lado de centenas de famílias de várias etnias maias que tiveram que se esconder nas montanhas para salvar suas vidas, devido aos ataques do exército guatemalteco. Esta obra não é a única abordagem para a realidade maia, especialmente durante o conflito armado, mas faz parte de um conjunto de trabalhos antropológicos e testemunhos sobre os maias guatemaltecos, ao longo da segunda metade do século XX e na atualidade .

## Acervo
A obra de Falla-Sánchez está hoje na Universidade Marquette, uma universidade jesuíta, em Milwaukee, Wisconsin. O acerto inclui trabalhos reformatados e documentação sobre os indígenas Cuna, Quiché e Yaruru, do Panamá, Guatemala e Venezuela, respectivamente. A coleção ainda inclui registros fotográficos e gravações de entrevistas.

## Obra

### Monografías
- La conversión religiosa: estudio de un movimiento de conversión religiosa, rebelde a las creencias tradicionales en San Antonio Ilotenango, Quiché (1948-1970). Tese de doutorado, Universidade do Texas (Austin), 1975.

- Quiché rebelde. Editorial Universitaria, 1978, Guatemala.

- Masacres de la finca San Francisco, Huehuetenango (Guatemala). IWGIA, 1983, Copenhague.

- Esa muerte que nos hace vivir. Estudio de la religión popular de Escuintla. 1984, Guatemala.

- Masacres de la selva: Ixcán, Guatemala (1975-1982). Editorial Universitaria, 1993, Guatemala. Colección 500 años, volumen n.° 1.

- Historia de un gran amor: recuperación autobiográfica de la experiencia con las Comunidades de Población en Resistencia. Ixcán, Guatemala. Editorial Universitaria de la Universidad de San Carlos, 1995, Guatemala.

- Juventud de una comunidad maya. Ixcán, Guatemala. Editorial Universitaria, 1995, Guatemala.[]]

- Alicia. Explorando la identidad de una joven maya, Ixcán, Guatemala. AVANCSO-Editorial Universitaria, 2005, Guatemala, ISBN 99922-68-35-2.

### Artigos e trabalhos
- "El movimiento indígena" em Estudios Centroamericanos (ECA), n.º 353, junio-julio de 1978, pp 438-461, Universidad Centroamericana José Simeón Cañas, El Salvador.

- "Genocidio en Guatemala: Visión del pueblo indígena del genocidio que sufre" em Tribunal permanente de los pueblos, sesión Guatemala, Madrid 27 al 31 de enero de 1983. 1984: Iepala, Madrid.